# Тюменьэнергосбыт
Тюменьэнергосбыт — филиал акционерного общества «Энергосбытовая компания „Восток“», одна из энергосбытовых компаний Тюменской области. В 2009 году компании имела статус гарантирующего поставщика электроэнергии в Сургуте.
По состоянию на январь 2013 года компания обслуживала физических лиц и юридических абонентов в городах Тюмень, Тобольск, Ишим, Ялуторовск, Заводоуковск и Сургут. В 2012 году компания вошла в состав «Энергосбытовая компания „Восток“».